# Poeae
Poeae R.Br. é uma tribo da subfamília Pooideae.

## Gêneros
Ammochloa - Aphanelytrum - Arctagrostis - Arctophila - Austrofestuca - Bellardiochloa - Briza - Castellia - Catabrosa - Catapodium - Coleanthus - Colpodium - Ctenopsis - Cutandia - Cynosurus - Dactylis - Desmazeria - Dryopoa - Dupontia - Echinaria - Eremopoa - Erianthecium - Festuca - Festulolium - Festucella - Hookerochloa - Lamarckia - Libyella - Lindbergella - Loliolum - Lolium - Megalachne - Microbriza - Micropyropsis - Micropyrum - Nephelochloa - Neuropoa - Oreochloa - Parafestuca - Phippsia - Poa - Podophorus - Psilurus - Puccinellia - Rhombolytrum - Sclerochloa - Scolochloa - Sesleria - Sphenopus - Stephanachne - Torreyochloa - Tzvelevia - Vulpia - Vulpiella - Wangenheimia